# Escudo de Albacete

Escudo de Albacete usado por el Ayuntamiento de la ciudad.

El escudo de Albacete (Castilla-La Mancha, España) tiene numerosas versiones y algunas cuestiones no definitivamente aclaradas: la de si deberían ser torres o castillos lo que aparece en su campo, y la del origen del murciélago que figura sobre ellos. Lo cierto es que el escudo que utiliza el Ayuntamiento de Albacete no se corresponde con el oficialmente aprobado y publicado.

## Antecedentes
El antecedente del escudo municipal es el sello concejil. Este existió desde fechas inmediatas a su constitución como villa independiente y con personalidad jurídica propia allá por el año de 1375. El primer documento que nos indica que la villa de Albacete disponía de este elemento de validación lo encontramos el 10 de marzo de 1414, apenas 39 años después de la concesión del título de villazgo por don Alfonso, marqués de Villena. Se trata de una avenencia entre Chinchilla y Albacete, en la que el escribano público de la villa, Benito de Buenache, da testimonio del sello que valida este documento y de los testigos presentes. Otro tanto sucede con el de Chinchilla. El problema es que estos sellos se despegaron del documento y no se conservan. Tampoco se describen, como es natural. La primera descripción del sello de Albacete nos la ofrece un documento dirigido por Albacete a la Chancillería de Granada. En su destino se registra el 22 de febrero de 1541 y se narra que el documento incorpora “un sello que imprime una torre en medio y sobre escrita arriba del dicho sello: concejo, justicia y regimiento de la villa de Albacete. El sencillo diseño de una torre lo podemos ver en 1538 en una ejecutoria donde se dibuja a tinta oscura un escudo - lo que le otorga forma heráldica- que contiene una torre mazonada con matacanes en ambos flancos y elevada sobre un escaño. La misma imagen era la grabada en el hierro y en las pesas del mercado, controlados ambos por el almotacén, como nos indica un acta de 1537. El uso de la misma imagen en tres soportes distintos indica que la torre se había convertido en un emblema heráldico representando al concejo de Albacete oficialmente.
No sabemos nada más de este escudo hasta el mes de junio de 1568, fecha en que el ayuntamiento acordó encargar un sello diplomático en el que se debían grabar las armas de la villa descritas como un castillo y un águila. Un diseño distinto, pero de existencia efímera, ya que en febrero de 1569 se encargaron dos sellos con las armas de la villa, que en esta ocasión se describen como tres torres en triángulo. La causa de estos cambios es una incógnita no resuelta hasta la fecha.

## Descripción heráldica
- Según acuerdo adoptado por el Ayuntamiento Pleno, en sesión de fecha 28 de febrero de 1986, el escudo de Albacete se describe del siguiente modo: «La ciudad de Albacete trae por armas: en campo de plata tres torres bien (sic — esto es una errata, debería decir mal) ordenadas y almenadas, de piedra, mazonadas de sable, aclaradas de azur y surmontadas por un murciélago de sable con las alas desplegadas puesto en jefe. Se timbra con corona de marqués, que es de oro con piedras y perlas, con ocho florones (cuatro foliados y los otros en pirámides de tres perlas; visibles uno y dos medios de la primera especie y dos intercalados de la segunda)».

- El 13 de enero de 1987, se publicó en el Diario Oficial de Castilla-La Mancha el decreto 137/86, de 30 de diciembre, de Presidencia y Gobernación de la Junta de Comunidades, por el que se aprueba la modificación del Escudo Heráldico de la Ciudad de Albacete. Según este Decreto, «Se aprueba la modificación del Escudo Heráldico del Municipio de Albacete, cumplido el preceptivo trámite, de ser informado el expediente por la Real Academia de la Historia, en la forma siguiente: En campo de plata, tres torres bien ordenadas y almenadas de piedra, mazonadas de sable, aclaradas de azur y surmontadas por un murciélago de sable con las alas desplegadas puesto en jefe. Se timbra con corona de marqués».

- Según el B.O.E. de 21 de agosto de 1957, al describir el Escudo de la Diputación se dice: «Armas del Ayuntamiento de Albacete. En campo de plata, tres castillos mal ordenados, de su color, apoyado el superior sobre los otros dos y sumado de un murciélago de sable».

- Por su parte, el Pleno de la Diputación Provincial, en sesiones celebradas los días 30 de julio de 1992 y 12 de febrero de 1993, aprobó el nuevo escudo provincial según propuesta elaborada por Luis Guillermo García-Saúco Beléndez, que describe también el escudo de la capital al encontrarse este en el escusón del mismo, consistente: «En abismo, un escusón con las armas de Albacete, que son en campo de plata, tres torres de piedra mazonadas de sable y aclaradas de azur, puestas una y dos, surmontadas de un murciélago de sable».

- Y, por fin, otras versiones lo describen como: «En campo de plata, tres castillos de oro mal ordenados y en jefe un murciélago de sable».

## Elementos del escudo

Escudo de Albacete ajustado a las normas heráldicas

- Murciélago: en el siglo XX se ha aceptado que la figura que se encuentra sobre las torres o castillos es un murciélago. Sin embargo, a lo largo de los siglos anteriores, la figura del murciélago oscila con la del águila. La figura del águila aparece ya en 1568. El origen del águila o murciélago es también un misterio. El historiador Aurelio Pretel expone la teoría, sin evidencias documentales, de que el origen del murciélago está en el águila, y que esta a su vez procedería de dos manos aladas con espada enfrentadas, símbolo de la casa de los Manuel de Villena y posteriormente del Marquesado de Villena y que aparecen en el escudo de muchas localidades del antiguo Señorío de Villena, como la propia ciudad de Villena, Sax, Hellín, Almansa, o Tobarra, en donde hubiera sufrido la misma evolución. Por otra parte, el heraldista e investigador Félix Ortiz Castrillo, en su  obra El verdadero blasón de Albacete; descubrimiento de las claves heráldicas para comprender su origen y evolución (Madrid, 2000) expone una tesis, según la cual la presencia del murciélago en el escudo de Albacete tendría su origen en elementos externos, como son las cimeras, y concretamente en el dragón empleado como tal por algunos señores de la Casa de Villena.
- Torres: ya en 1569 se dice que son tres, si bien históricamente ha habido una permanente confusión sobre si las torres eran tales o en realidad eran castillos, objetos ambos distintos en heráldica. Existen distintas teorías sobre aquello a lo que representan. Tradicionalmente se ha considerado, sin evidencias documentales, que representarían los tres castillos del Marquesado de Villena: el de Alarcón, el de Chinchilla de Montearagón y el Castillo de la Atalaya de Villena. Otra teoría dice que representarían los tres núcleos que dieron origen a la ciudad aunque no explicaría su representación como torres fortificadas: Carretas, Villacerrada (o Alto de la Villa) y el Cerrillo de San Juan (donde se ubica la Catedral).
- Corona: el escudo de Albacete es timbrado en la actualidad con una corona de marqués, en homenaje a Alfonso de Aragón, marqués de Villena, que otorgó a Albacete el título de villa. Según las épocas, la corona ha sido real abierta, real cerrada, mural (durante la Segunda República española), o no ha existido.
- Forma del escudo: la forma del escudo ha variado mucho con el paso de los siglos: circular, ovalado, entado en punta o curvado en la punta, como se usa en la actualidad. El color de fondo del escudo es de plata (aunque a veces este esmalte se representa en color blanco), las torres se han apoyado sobre tierra, etc.

## Enlaces externos

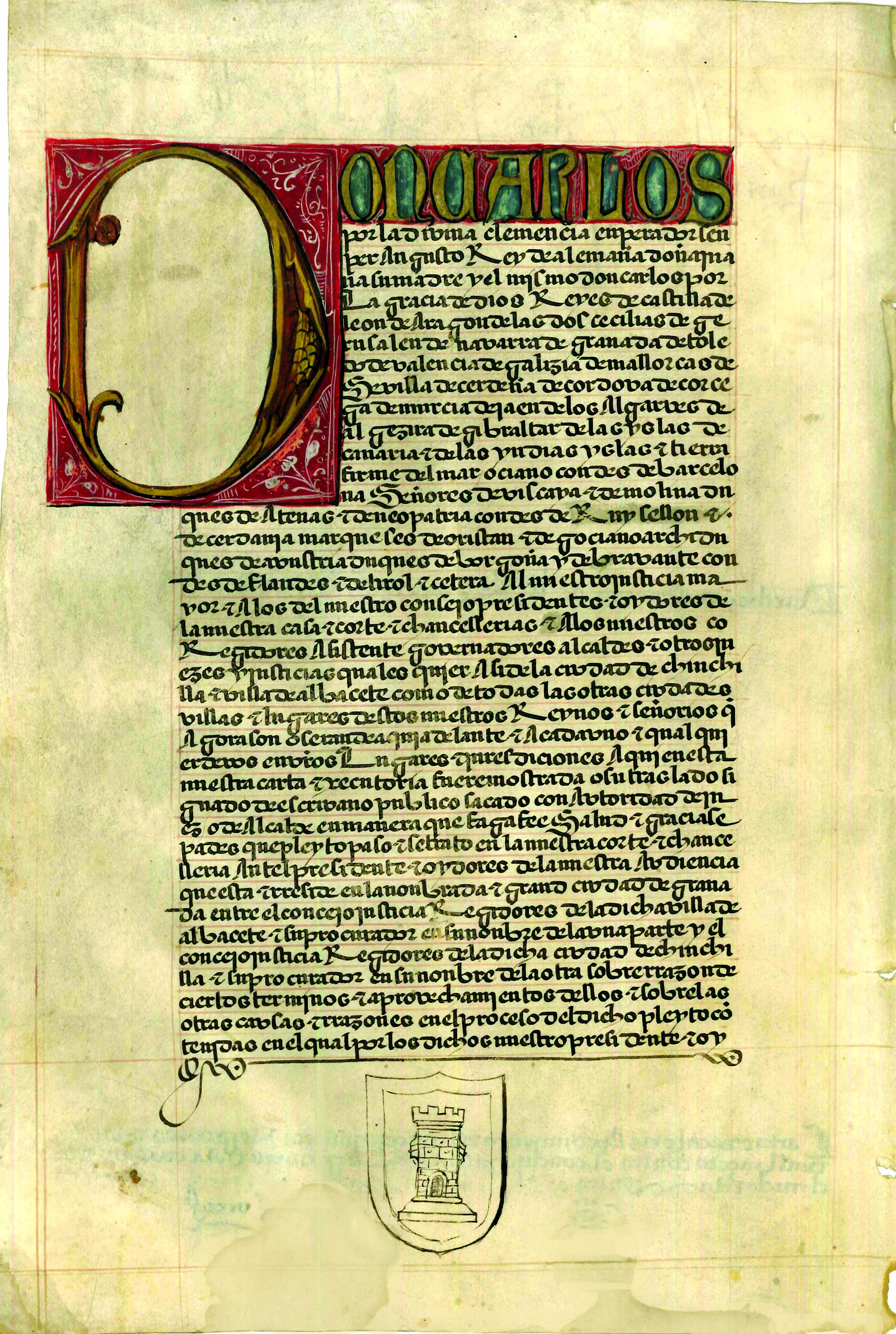
1538. Ejecutoria sobre aprovechamiento de términos entre Chinchilla y Albacete. En el margen inferior, el escudo con la torre que representaba a Albacete. Se trata de la primera figura heráldica usada por la villa en el sello concejil y en las armas.